# Agroecologia

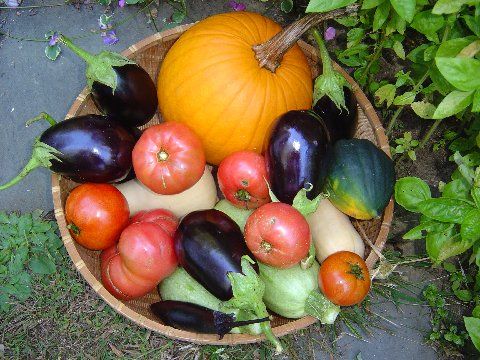
Hortalisses fruit de l'agricultura sostinguda per la comunitat

L'agroecologia és una disciplina científica, un moviment social i una praxi camperola (indígena allà on pertoca) que Sevilla Guzmán (2010) considera pluriepistemològica, encara que altres autors (Wezel et al, 2009) havien considerat que es tractava de tres fenomens diferents. Aborda l'estudi i classificació dels sistemes agrícoles, tot considerant les perspectives ecològica, socioeconòmica i política d'una manera integrada. El seu objectiu bàsic és intentar crear agroecosistemes similars als ecosistemes naturals, que s'insereixin harmònicament a la natura. En el decurs dels darrers anys, l'agroecologia ha estat considerada com la proveïdora dels fonaments científics de nous models d'agricultura sostenible, en proporcionar conceptes i principis adients per administrar i conservar els recursos dels sistemes agrícoles.
Es diferencia dels models tradicionals en els seus enfocaments, en abordar com a elements centrals de la seva atenció la biodiversitat, el reciclatge de nutrients, les interaccions entre els diferents conreus, animals i sòls i la regeneració dels recursos.

## Principis agroecològics claus
Es distingeixen un conjunt de pràctiques i objectius comuns a la major part d'estratègies agroecològiques:
1. Diversificació vegetal i animal, tant a nivell d'espècies com genètiques
2. Reciclatge de nutrients i matèria orgànica, tot optimitzant la disponibilitat de nutrients
3. Provisió de condicions edàfiques adients per al creixement dels conreus emprant matèria orgànica i estimulant la biologia dels sòls.
4. Minimització de les pèrdues hídriques i de sòls, tot controlant els processos erosius i de reg.
5. Minimització de pèrdues d'insectes patògens i males herbes, mitjançant pràctiques preventives.
6. Explotació de sinergismes i interrelacions entre espècies del regne vegetal i animal.

### Agroecologia i agricultura ecològica
L'agroecologia es distingeix de l'agricultura ecològica per la influència que en ella tenen el lloc, els medis, la societat on s'ubica i què suposen les seves accions respecte de l'entorn que l'envolta, pel que fa a conseqüències també econòmiques i socials. Així com l'agricultura ecològica constitueix una tècnica productiva supeditada a una normativa i a una regulació provinent, fonamentalment, de la Unió Europea, l'agroecologia es troba arrelada al territori, té en compte la comunitat on s'ubica, està vinculada a una cultura i combina coneixement tècnic i observació. Un exemple de cultiu agroecològic és el conreu basat en l'observació, enfront d'aquells basats en el que s'estableix en un manual.
Tot i així l'agricultura ecològica es troba molt lligada a l'agroecologia. Al llarg dels anys els cicles ecològics han arribat a sobrepassar la productivitat en agricultura dels cicles naturals, que s'han anat deixant de banda, però cada cop es valoren més els coneixements locals amb l'objectiu fonamental de dotar-los d'una utilitat. No tots aquests coneixements locals tenen avui dia la mateixa utilitat o aplicabilitat que fa anys tenien, però part del seu valor recau en què formen part de la cultura paisatgística i històrica del lloc d'on provenen.

#### Estudis agroecològics
Una de les eines utilitzades per a la realització d'estudis agroecològics són els coneixements locals. Aquests coneixements són uns sabers dinàmics que es van creant al llarg dels anys, per la qual cosa una de les bases dels estudis agroecològics són les investigacions basades en la tradició oral, on la tècnica de l'entrevista és emprada com a eina d'investigació per tal de documentar tots aquests coneixements.
Trobem grups de consum responsable que esdevenen un exemple de suport als pagesos que opten per aquest tipus d'agricultura, a la vegada que molts d'ells constitueixen agents de difusió respecte a la importància de conèixer l'origen d'allò que consumim. L'acció d'aquests grups de consum responsable facilita, entre altres coses, l'accés a productes d'origen ecològic o de varietats locals.